# Espantos de agosto
Espantos de agosto, escrito originalmente en 1980, es el sexto del compendio de doce cuentos escritos y redactados por Gabriel García Márquez a lo largo de dieciocho años, que conforman el libro llamado Doce cuentos peregrinos.

## Espantos de agosto
Una familia decide viajar a una región de Italia para visitar a un escritor. Cuando llegan al pueblo, se les hace difícil encontrar la casa y les preguntan a varias personas, hasta que una señora  les indica dónde se halla, y esta les advirtió que en ese castillo asustaban. Como no creían en los fantasmas se lo tomaron como una broma, incluso en la idea de conocer a un fantasma en cuerpo y alma. Finalmente llegan a la casa que es un Castillo, donde los estaba aguardando su amigo escritor para el almuerzo. Les cuenta la historia del hombre que construyó el castillo en la época del Renacimiento, quien sacrificó a su mujer. El anfitrión les afirma y advierte que el espíritu aún vaga por el castillo a medianoche. Después de la comida, se dedican a explorar el castillo, llegando a la habitación de Ludovico, que atrajo especialmente su atención ya que esta habitación estuvo intacta desde hace siglos. Después van a la plaza de la aldea y más tarde, tras volver al castillo y cenar, deciden quedarse a pasar la noche. Se duermen tranquilos en sus habitaciones, pero en la mañana se despierta el marido junto a su mujer en la habitación del fantasma Ludovico, que no era la que les habían asignado la noche anterior.